# Söhrnsen-Stift
Das Söhrnsen-Stift in Flensburg-Jürgensby wurde Anfang des 20. Jahrhunderts errichtet. Es gehört heute zu den Kulturdenkmalen der Stadt.

## Hintergrund
Die Stadt Flensburg kaufte nach der Eingemeindung von Jürgensgaard die Brix'sche Koppel von der Erbin Sophie Brix in zwei Raten zwischen 1900 und 1902, womit die Voraussetzung zur Bebauung des Landes mit Wohnhäusern gegeben war. Die Söhrnsen-Stift genannte Stadtvilla wurde 1903 in der Brixstraße Nr. 4 vom Flensburger Stadtbaurat Otto Fielitz unter Mitwirkung eines Architekten namens Rubink errichtet. Der zweigeschossige Putzbau mit Fachwerkanteilen besitzt einen quadratischen Grundriss. Die westliche Seite des Gebäudes ist zur Flensburger Förde hin ausgerichtet. Das Stiftsgebäude dient heutzutage offenbar Wohnzwecken.
In der Stadt wurden im Laufe der Zeit eine ganze Anzahl von Stiftsgebäuden errichtet, wie beispielsweise das Munketoftstift in der Flensburger Innenstadt oder das Rönnenkamp-Stift in Fruerlund. Um 1904 wurde zudem die „Söhrnsen-Stift“-Stiftung genehmigt beziehungsweise deren Rechtsfähigkeit anerkannt. Alleiniges Mitglied des Stiftungsvorstandes ist der jeweilige Oberbürgermeister der Stadt Flensburg. Die besagte Stiftung dient gemäß ihrer Satzung der „Förderung der Altenhilfe, insbesondere die Förderung von Maßnahmen und Projekten im Hinblick auf den Verbleib von alten Menschen in der eigenen Häuslichkeit […] sowie mildtätige finanzielle Unterstützung im Einzelfall für einkommensschwache alte Menschen zum Verbleib in der eigenen Häuslichkeit. Der Stiftungszweck wird verwirklicht durch die Verwendung der Erträge bis zur Höhe der Erlöse aus Zinsen des bestehenden Vermögens.“